# Zvonice (Vepřek)
Zvonice stojí na katastrálním území Vepřek v obci Nová Ves v okrese Mělník. Je prohlášená Ministerstvem kultury České republiky za kulturní památku Česka.

## Historie
Východně od kostela Narození Panny Marie stojí polodřevěná barokní zvonice, která byla původně postavená v roce 1456. V roce 2002 byla rekonstruována firmou Lanostav.

## Stavební podoba
Vzpěradlová zvonice s bedněným patrem je stupňovitá stavba na obdélném půdorysu zakončená valbovou střechou. Přízemní patro je zděné s hladkou bílou omítkou ukončené profilovanou římsou. V západní stěně je proražen pravoúhlý vchod s oplechovanými dveřmi a dvěma schůdky přede dveřmi. Čtyřboké užší bedněné patro má svisle kladené desky a zvonová okna na západní, východní a jižní straně, která jsou krytá dřevěnými okenicemi. Mezi zděným přízemím a dřevěným patrem je šikmá střecha krytá šindelem. Valbová střecha zvonice má šindelové krytí, přesahy střechy jsou zaryté záklopovými prkny. Na vrcholu střechy je umístěn kovaný zlacený kříž.

## Zvony
Ve zvonici na vzpěradlové konstrukci byly zavěšeny tři zvony. První zvon měl průměr 930 mm a výšku 680 mm, bez zdobení pouze s nápisem okolo koruny zvonu. Druhý měl průměr 840 mm a výšku 680 mm, zdobený reliéfem svatého Petra a nápisem kolem koruny. Třetí měl průměr 660 mm a výšku 500 mm byl bez zdobení pouze s nápisem okolo koruny zvonu.
Dle zdrojů  a  jsou ve zvonici zavěšeny dva zvony z 15. a 16. století.